# Estadio Presidente Juan Domingo Perón
Estadio Juan Domingo Perón (El Cilindro) – stadion piłkarski położony w argentyńskim mieście Avellaneda leżącym na terenie wielkiego Buenos Aires. Stadion został otwarty 3 września 1945 roku a jego pojemność wynosi 64,161 miejsc. Na stadionie swoje mecze domowe rozgrywa drużyna Racing Club.

## Historia
16 sierpnia 1946 rząd Argentyny podpisała dekret za pomocą którego udzielił Racingowi pożyczki w wysokości trzech milionów peso na budowę dużego stadionu na swoim terenie, dla ekspozycji i uprawiania kultury fizycznej. Wkrótce potem do pierwotnej kwoty dołożono kolejne osiem, płatne w terminie, który zakładał nieprzekraczalność na okres 65 lat. Dzięki pożyczce Juan Perón został mianowany honorowym prezesem klubu, natomiast jego małżonka Eva Perón i minister finansów Ramón Cereijo zostali jego honorowymi członkami. Stadion został otwarty 3 września 1950 roku meczem Racingu z Vélez Sarsfield, w którym Racing wygrał 1:0 dzięki bramce Llamila Simesa.

## Galeria

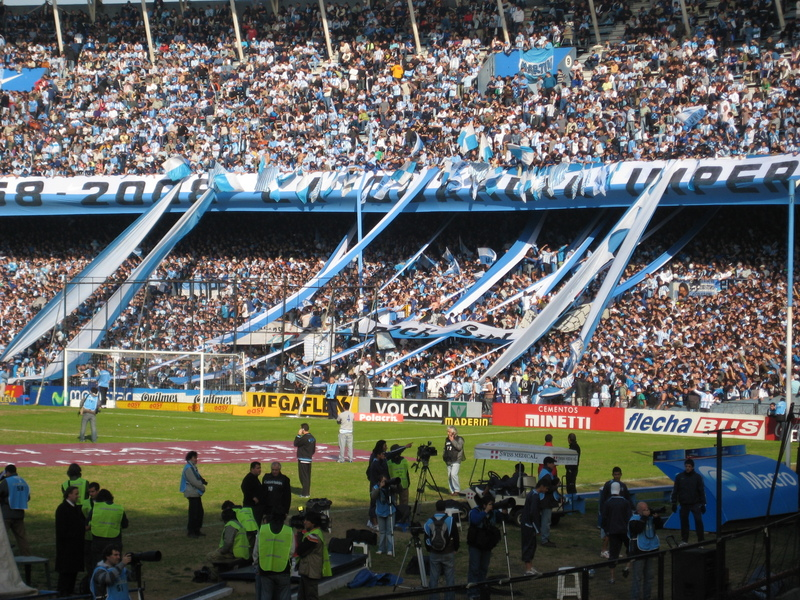
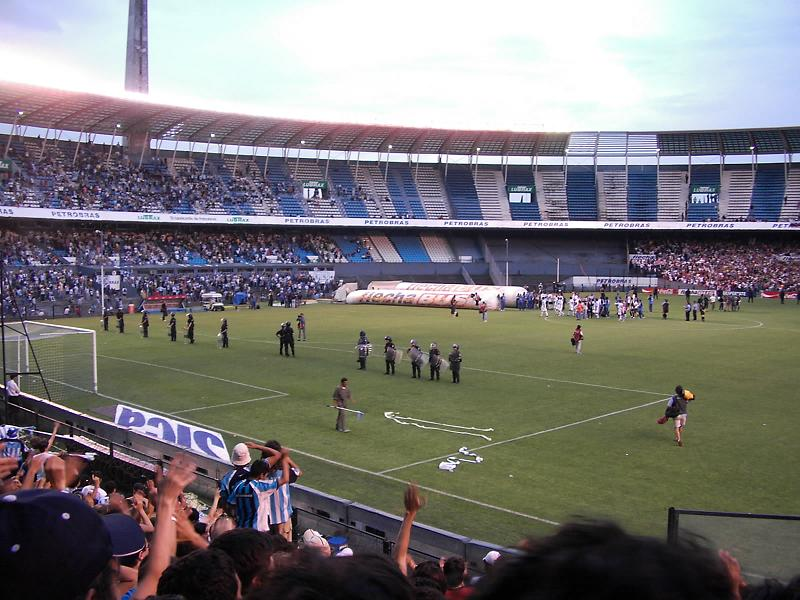
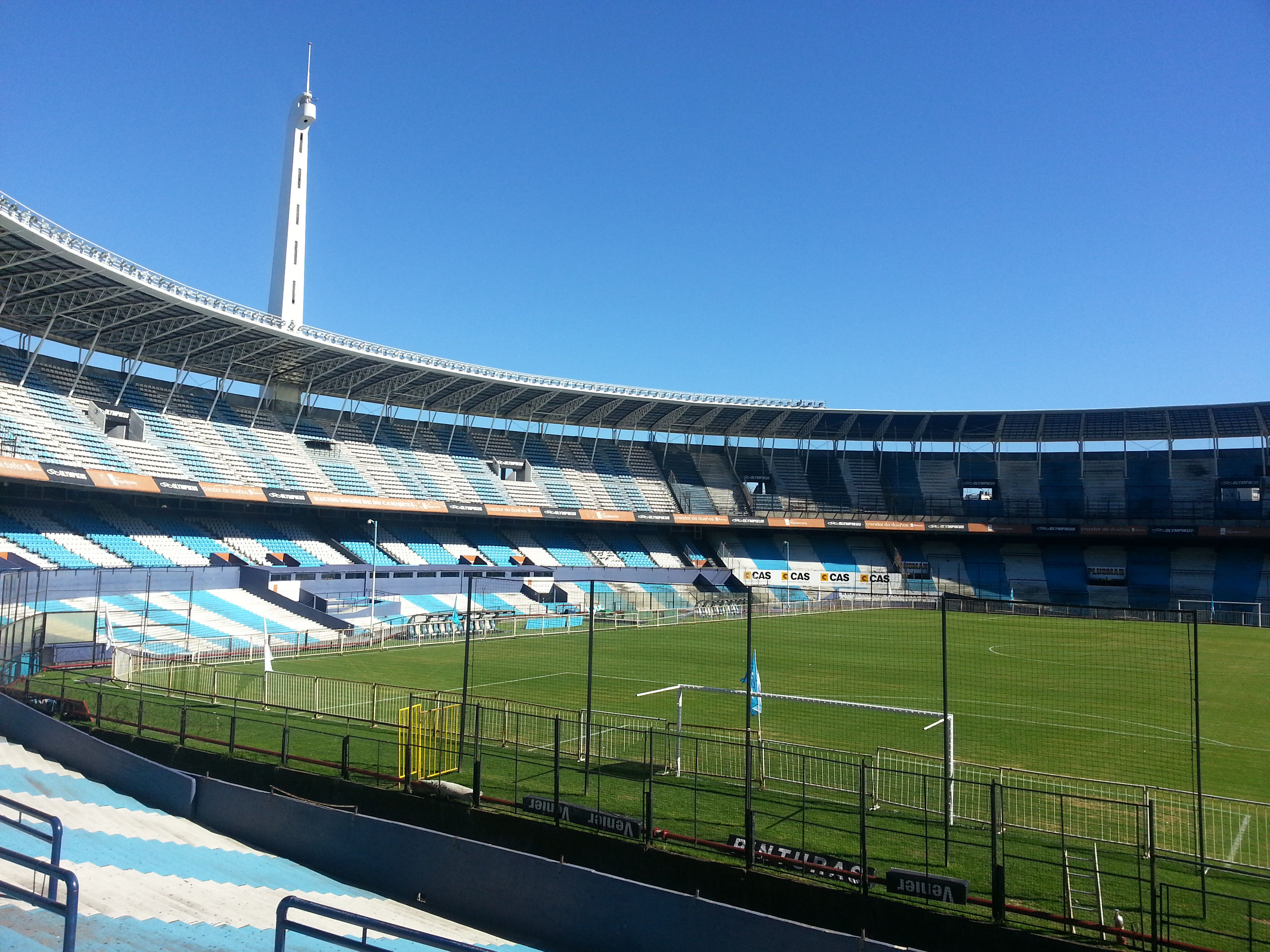
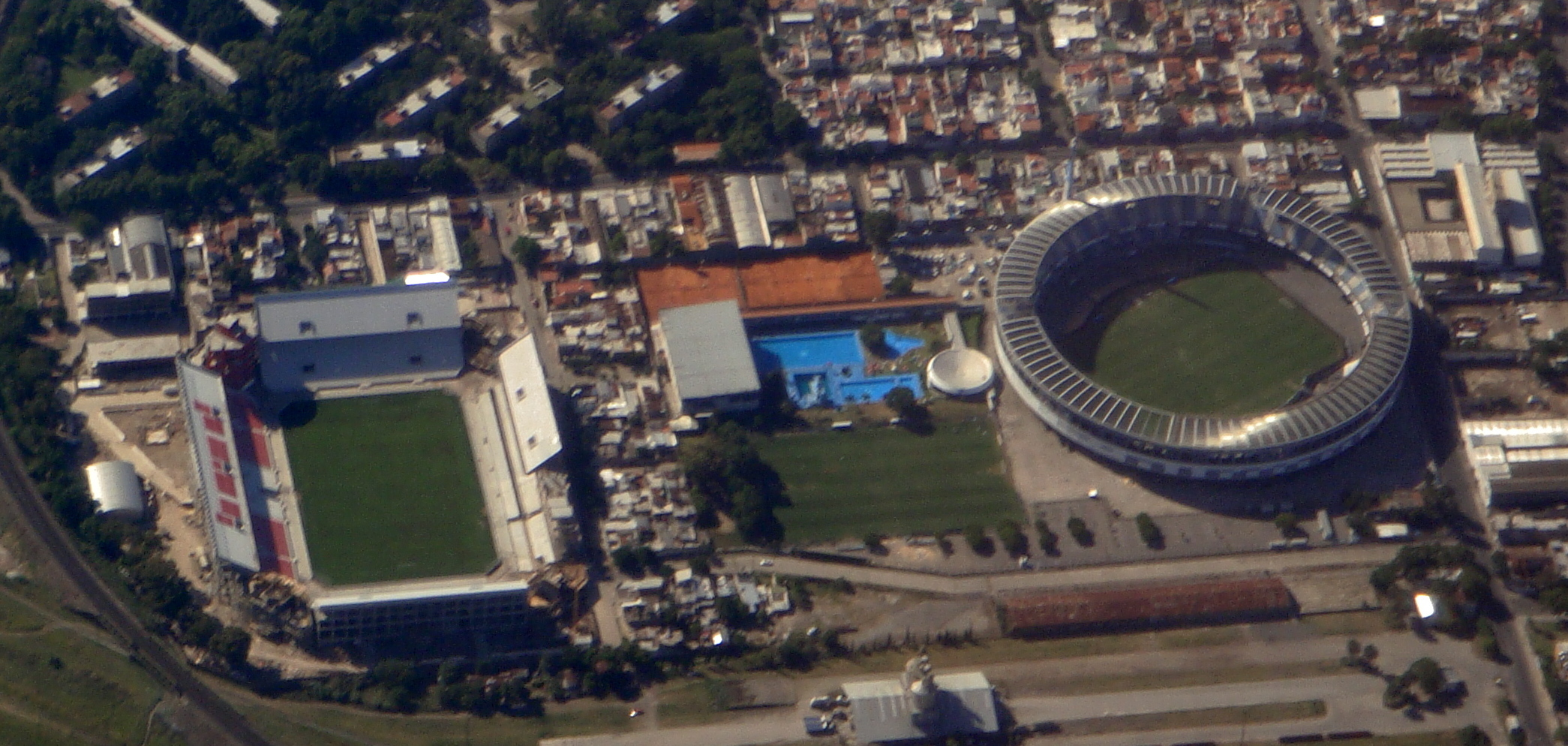